# Mauzoleum Emila Schrapego
Mauzoleum Emila Schrapego – grobowiec-mauzoleum Emila Schrapego (1860–1926) – jednego z ostatnich właścicieli pałacu w Wodnikowie Górnym, zlokalizowany około 600 metrów na zachód od tej wsi, na terenie zwartego kompleksu leśnego. 
W masywnym, boniowanym obiekcie otoczonym kamiennym murem został pochowany tylko Emil Scharpe. Napis na jednym z wejść głosi: Emil Schrape, Landesaelfester, Geb. am 28 Sept. 1860. Gest. am 2 Jan. 1926. Wer arbeitet dem ist der Schlaf süss. Po II wojnie światowej mauzoleum popadało w ruinę, aż do roku 2006, kiedy to zostało poddane gruntownej renowacji wraz z uporządkowaniem terenu wokół. 
Do grobowca prowadzi czarny szlak rowerowy Wokół Krotoszyna.